# قنصور أرمني
قنصور أرمني (الاسم العلمي:Colutea armena) هي نوع نباتي يتبع جنس القنصور من فصيلة البقولية.